# Раево (деревня, Москва)
Раево — деревня в Троицком административном округе Москвы (до 1 июля 2012 года в составе Подольского района Московской области). Входит в состав поселения Краснопахорское.

## Население
| 1859 | 1890 | 1899 | 1926 | 2002 | 2006 | 2010 |
| ---- | ---- | ---- | ---- | ---- | ---- | ---- |
| 36   | ↗43  | ↘41  | ↗42  | ↘16  | ↘8   | ↗34  |

Согласно Всероссийской переписи, в 2002 году в деревне проживало 16 человек (4 мужчин и 12 женщин). По данным на 2005 год в деревне проживало 8 человек.

## География
Деревня Раево расположена в северо-восточной части Троицкого административного округа, на реке Пахре, примерно в 40 км к юго-западу от центра города Москвы.
В 3 км западнее деревни проходит Калужское шоссе А130, в 8 км к юго-востоку — Варшавское шоссе, в 5 км к югу — Московское малое кольцо А107. В деревне 22 улицы, приписан дачно-строительный кооператив (ДСПК). Ближайшие населённые пункты — посёлок подсобного хозяйства МИНЗАГ и деревня Подосинки.

## История
В «Списке населённых мест» 1862 года — владельческое сельцо 1-го стана Подольского уезда Московской губернии по левую сторону старокалужского тракта, в 15 верстах от уездного города и 17 верстах от становой квартиры, при реке Пахре, с 4 дворами и 36 жителями (15 мужчин, 21 женщина).
По данным на 1890 год — деревня Красно-Пахорской волости Подольского уезда с 43 жителями.
В 1913 году — 9 дворов, усадьба Сапожниковой.
По материалам Всесоюзной переписи населения 1926 года — деревня Софьинского сельсовета Красно-Пахорской волости Подольского уезда в 2,7 км от Калужского шоссе и 14,9 км от станции Гривно Курской железной дороги, проживало 42 жителя (20 мужчин, 22 женщины), насчитывалось 10 крестьянских хозяйств.
1929—1946 гг. — населённый пункт в составе Красно-Пахорского района Московской области.
1946—1957 гг. — в составе Калининского района Московской области.
1957—1958 гг. — в составе Ленинского района Московской области.
1958—1963, 1965—2012 гг. — в составе Подольского района Московской области.
1963—1965 гг. — в составе Ленинского укрупнённого сельского района Московской области.
С 2012 г. — в составе города Москвы.

## Достопримечательности
У восточной окраины деревни, в 115 м южнее русла Пахры находится селище «Раево-I». Селище датировано XV—XVIII веками и является памятником археологии.